# Dekanat XX – Wniebowzięcia Najświętszej Maryi Panny w Sosnowcu
Dekanat Wniebowzięcia Najświętszej Maryi Panny w Sosnowcu – dekanat diecezji sosnowieckiej.
W skład dekanatu wchodzą: 
- parafia Miłosierdzia Bożego w Sosnowcu
- parafia Najświętszego Serca Pana Jezusa w Sosnowcu
- parafia Najświętszego Zbawiciela w Sosnowcu
- parafia św. Andrzeja Boboli w Sosnowcu
- parafia św. Rafała Kalinowskiego w Sosnowcu
- parafia Wniebowzięcia Najświętszej Maryi Panny w Sosnowcu (Katedralna)